# 函館平野

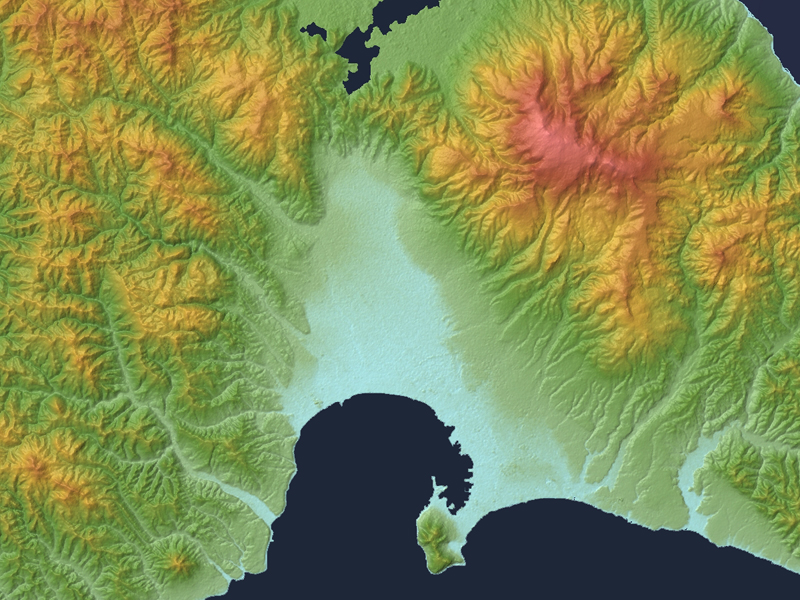
函館平野周辺

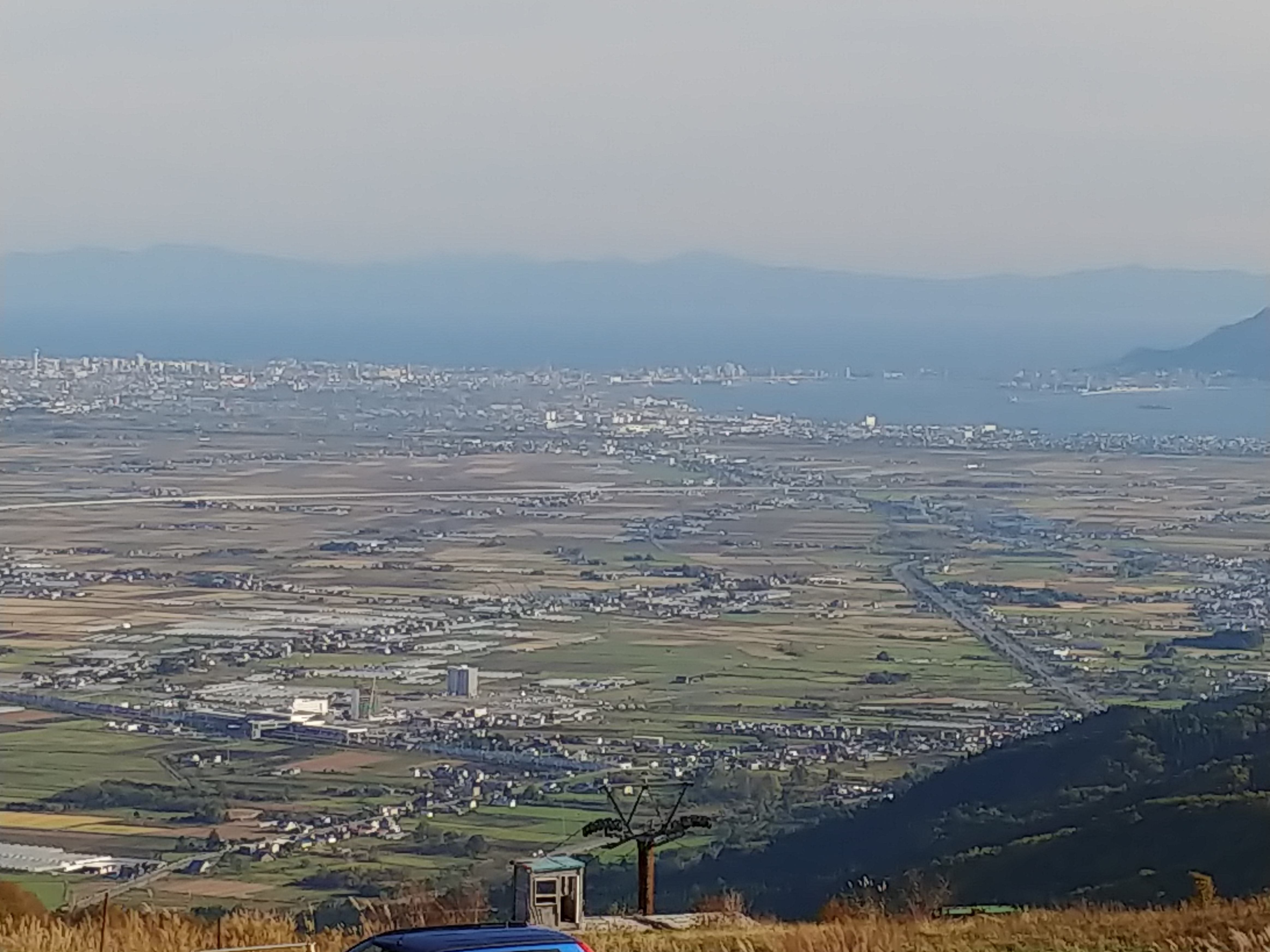
北斗市のきじひき高原から見下ろした大野平野と函館湾。画像右上の端にあるのが函館山。画像左下にあるのが新函館北斗駅。

函館平野（はこだてへいや）は、北海道道南地方の北斗市から函館市にかけての函館湾に面した地域に広がる平野。

## 概要
概形は、南側の海岸線およそ10キロメートルを底辺とし、海岸からの奥行きおよそ12-13キロメートルを高さとする三角形に見立てられる。北から東にかけて亀田半島の脊梁山脈、北から西にかけて松前半島の脊梁山脈、南は函館山と函館湾に囲まれている。大野平野（おおのへいや） や、亀田平野（かめだへいや） とも呼ばれる。
同平野は、縄文海進以降の海退期に、現在の海岸線付近に砂丘が形成された後、潟湖となった後背地の水面が、大野川などの河川によって供給される土砂の堆積によって陸化し、平野を形成したものと考えられている。したがって、砂丘を形成した潮流などの作用はあるものの、海岸平野ではなく沖積平野である。
黒松内低地帯の南方延長線上にあたり、西縁は活断層群があるが、東縁は活断層はない。

## 気候と農業
ほぼ全域が冷帯湿潤気候に属する北海道の中で、函館平野は対馬海流の影響が津軽海峡にまで及ぶため、冬は北海道としては相対的に穏やかで、降雪もさほど多くない。
また、函館周辺は、北海道の中では、生物分布において「本州的要素の最も濃厚な地域」とされ、植物は「種の数にして約75％が本州北部との共通種である」と指摘されている。
北海道の中では本州に比較的近い気候条件があることから、函館平野では江戸時代から本州同様の農業の導入が取り組まれた。函館平野の中央に位置する現在の北斗市の一部、旧大野町は、北海道で最初に米作が行なわれた場所とされ、元禄時代から米作が行なわれたとされている。北斗市では、現在、農地のほぼ半分が水田となっている。

## 該当する自治体
- 函館市
- 北斗市
- 七飯町